# Ludwik Klotzek
Ludwik Klotzek (ur. 29 września 1886 w Brodach, zm. 1940 w ZSRR) – podpułkownik piechoty Wojska Polskiego, ofiara zbrodni katyńskiej.

## Życiorys
Urodził się 29 września 1886 w Brodach, w rodzinie Józefa, nauczyciela języka niemieckiego i historii w K. K. Gimnazjum im. Rudolfa w Brodach do 1907.
Służył w pułku piechoty obrony krajowej Stryj nr 33 w Stryju. W maju 1909 został mianowany podporucznikiem, ze starszeństwem z dniem 1 listopada 1909. W marcu 1913 został przydzielony do Krajowej Komendy Żandarmerii Nr 5 dla Galicji na okres próby i przydzielony do komendy oddziału żandarmerii nr 26 w Borszczowie, pozostając oficerem nadetatowym macierzystego pułku w Stryju. Na stopień kapitana został mianowany ze starszeństwem z dniem 1 listopada 1915. W 1918 jego oddziałem macierzystym był pułk strzelców nr 33.
Od 1 listopada 1918 pełnił służbę w I batalionie strzelców. 17 stycznia 1919 został formalnie przyjęty do Wojska Polskiego z zatwierdzeniem posiadanego stopnia kapitana. 3 maja 1922 został zweryfikowany w stopniu podpułkownika piechoty ze starszeństwem z dniem 1 czerwca 1919 i 213. lokatą w korpusie oficerów piechoty, a jego oddziałem macierzystym był 40 pułk piechoty. 10 lipca 1922 został zatwierdzony na stanowisku zastępcy dowódcy 53 pułku piechoty Strzelców Kresowych w Stryju z równoczesnym przeniesieniem z Komisji Granicznej w Tarnopolu. 5 maja 1927 został przeniesiony na stanowisko oficera placu Słonim. 23 grudnia 1927 został przeniesiony do kadry oficerów piechoty z pozostawieniem na dotychczas zajmowanym stanowisku. Z dniem 30 listopada 1928 został przeniesiony w stan spoczynku. W 1934 jako podpułkownik w stanie spoczynku był przydzielony do Oficerskiej Kadry Okręgowej nr VI jako oficer w dyspozycji dowodcy O.K. VI i pozostawał wówczas w ewidencji Powiatowej Komendy Uzupełnień Lwów Miasto. 9 maja 1938 na posiedzeniu Komitetu Krzyża i Medalu Niepodległości odrzucono wniosek o nadanie mu tego odznaczenia. Mieszkał wówczas we Lwowie przy ul. Tarnowskiego 8.
W czasie okupacji sowieckiej został aresztowany przez NKWD i wiosną 1940 zamordowany. Jego nazwisko znalazło się na tzw. Ukraińskiej Liście Katyńskiej opublikowanej w 1994. Został wymieniony na liście wywózkowej 55/5-38 pod numerem 1313 jako „Ludwik Kletzek”. Ofiary tej części zbrodni katyńskiej zostały pochowane na otwartym w 2012 Polskim Cmentarzu Wojennym w Kijowie-Bykowni.
Jego żoną była Ewa, z którą miał córkę Joannę i syna Jerzego; cała trójka w 1940 została deportowana przez sowietów w głąb ZSRR do Semipałatyńska, gdzie Ewa Klotzek zmarła, a dzieci wydostały się z tamtego obszaru wraz z Armią Andersa i następnie osiadły w Wielkiej Brytanii.

## Ordery i odznaczenia
polskie
- Krzyż Walecznych trzykrotnie za służbę w POW w b. zaborze austriackim i b. okupacji austriackiej[24][25]
- Medal Pamiątkowy za Wojnę 1918–1921[26]
- Odznaka pamiątkowa Polskiej Organizacji Wojskowej[26]
- Odznaka pamiątkowa „Orlęta”[26]
- Gwiazda Przemyśla[26]

austriackie
- Signum Laudis Srebrny Medal Zasługi Wojskowej na wstążce Krzyża Zasługi Wojskowej[9]
- Signum Laudis Brązowy Medal Zasługi Wojskowej z mieczami na wstążce Krzyża Zasługi Wojskowej[9]
- Krzyż Jubileuszowy Wojskowy[6]